# U 2511
U 2511 war ein deutsches U-Boot der Kriegsmarine vom Typ XXI und wurde am 29. September 1944 in Hamburg bei Blohm & Voss in Dienst gestellt. U 2511 war das einzige U-Boot vom Typ XXI, das auf Feindfahrt ging, nämlich entweder am 30. April oder am 3. Mai 1945. Wegen der Teilkapitulation vom 4. Mai 1945 fand der Kommandant Adalbert Schnee in den wenigen Tagen keine Gelegenheit mehr zum Schuss. Nach dem 4. Mai fuhr er keine Angriffe mehr, sondern lief zurück nach Bergen, wo er und sein U-Boot am 9. Mai von den Briten entwaffnet wurden.

## Technik
Es gehörte zu den ersten U-Booten des Typs XXI, die mit wesentlich größeren Batterien und stärkeren E-Maschinen ausgerüstet waren. Dadurch war es ein echtes Unterwasserfahrzeug. Die günstige hydrodynamische Form erlaubte ihm eine Unterwassergeschwindigkeit von 16,5 kn Knoten und eine nahezu geräuschlose Marschfahrt unter Wasser bei 5,5 Knoten. So besaß es einen Aktionsradius, der vom Heimathafen Bergen bis zu den Gewässern von Kapstadt reichte. Es war mit diesem U-Boot auch möglich, ohne Sichtkontakt Torpedoangriffe aus größerer Tiefe durchzuführen.

## Geschichte
U 2511 trug unter dem Kommando von Adalbert Schnee am Turm das Maling „Schneemann“ als Anspielung auf seinen Namen. Schnee ließ U 2511 aus Tarnungsgründen weiß anstreichen. Die erste Feindfahrt sollte in den Bereich des Panamakanals führen. Das Boot hatte schon mehrfach Feindberührung mit alliierten Jagdgruppen, doch wurde es nur von einer entdeckt. Dieser entzog sich das U-Boot unter Wasser durch „Große Fahrt“ mit Kurs gegen Wind und Wellen. Kommandant Korvettenkapitän Adalbert Schnee in einem späteren Interview:

„Wir hörten sie [die U-Boot-Jäger] noch lange peilen. Offensichtlich konnten sie sich den Kontaktverlust nicht erklären.“

Kurz nachdem der Kommandant den Befehl zur Rückkehr in den Ausgangshafen und dortiger Kapitulation erhalten hatte, traf das Boot nach den Angaben Schnees in den frühen Morgenstunden des 4. Mai 1945 auf einen britischen Kreuzerverband unter Führung der Norfolk. Ohne von den Sicherungszerstörern bemerkt zu werden, fuhr das Boot unter Wasser einen Scheinangriff und kam auf Torpedoreichweite heran. Nach einer kurzen Weile fuhr das Boot befehlsgemäß zurück nach Bergen in Norwegen, wo es am 5. Mai 1945 ankam. Die Glaubwürdigkeit dieser Darstellung wird von einigen neueren Literaturquellen bezweifelt, während andere Literaturquellen und Besatzungsmitglieder sie bestätigen.
Das Boot wurde 1946 im Rahmen der Operation Deadlight versenkt.